# Professore associato dell'istruzione di secondo grado (Francia)
In Francia, il professore associato dell'istruzione di secondo grado (in francese professeur agrégé de l'enseignement du second degré) è un ufficiale della Pubblica istruzione francese, insegnante nelle classi di scuola superiore, in classi preparatorie per le scuole e nelle sezioni tecniche più elevate, e più raramente nei collegi.
Gli insegnanti associati dell'istruzione secondaria vengono talvolta chiamati "Aggregati universitari" (con la lettera "A" maiuscola), in riferimento all'Università di Francia che disegnò l'istruzione secondaria organizzata da Napoleone I nel 1808. Contemporaneamente venne creata la competizione dell'aggregazione aperta ai titolari di un master (competizione esterna e competizione interna). Per alcune discipline, ai titolari di un dottorato, è aperta una competizione speciale (competizione esterna speciale).